# 鴉 (横溝正史)
『鴉』（からす）は、横溝正史の短編推理小説。「金田一耕助シリーズ」の一つ。『オール讀物』1951年（昭和26年）7月号に掲載された。

## あらすじ
1949年（昭和24年）11月、いささか過労気味で久保銀蔵のもとで静養するつもりで岡山県を訪れた金田一耕助が、途中下車して旧知である岡山県警の磯川警部を訪ねたところ、恰好の静養地があると誘われ、ローカル線から軽便鉄道に乗り換えてさらに駅から峠越えで30分歩いた山奥にある湯治場を訪れた。そこは鴉を「使わしめ」とする「お彦さま」を祀る神社を中心とする一寒村で、昔はずいぶんはやったところだが、今は寂れていた。 
「お彦さま」は元々は温泉宿のあるじ・蓮池家の邸内にあったものを、拝殿や祈祷所を邸外へ出して開放したもので、蓮池家の当主が神主のような役を務めていた。その蓮池家の婿養子が3年前に失踪する事件があり、金田一と磯川が到着した翌々日にあたる11月7日が、それから丁度3年後であった。
到着の翌日、磯川は金田一を山歩きに連れ出して50分以上歩き、巨石の奇勝「峰の薬師」にある洞窟の「おこもり堂」へ連れて行く。磯川は、3年前の失踪事件の日、天井に鴉の死骸が逆さにぶらさげられ、当時張ってあった床板に血潮が溜まっていたことを語り、さらに失踪事件の経緯を金田一に説明した。
1946年（昭和21年）4月、その年の正月に復員してきた貞之助を珠生の婿に迎えた。貞之助は元来珠生の崇拝者で夫婦仲もうまくいっているように思えたが、結婚以来2人とも冴えない顔色で、特に貞之助のふさぎようは奇異でもあった。失踪前日の11月6日、貞之助と泰輔は「おこもり堂」で泊りがけの猟に出かけた。翌朝、蓮池家の邸内にある「お彦さま」の御神体へ幾代が灯明を上げに行ったあと、貞之助がやってきた。そして押し問答するような声が聞こえ、押し出されるように神殿から出てきた幾代は、誰も入るなという貞之助の言葉を伝えた。
10分ほど後、泰輔が、朝食のため6時半に「おこもり堂」で落ち合う約束だった貞之助の姿が無く、代わりに鴉の死骸がぶらさがっていると言って戻ってきた。そこで、ずっと様子を見ていた人々が神殿に入ったが貞之助の姿は無かった。祭壇の裏には人が抜け出せる窓があったが、鉄の扉が閉まっていて中から掛け金がかかっていたと珠生が主張したため、貞之助が消えたことになってしまった。そして、祭壇には畳まれた猟服と猟帽に挟まれて祝詞の折本があり、その中の鴉の羽根が挟まれたページに「われは行く。3年のあいだわれは帰らじ。みとせ経ば、ふたたびわれは帰り来らん」という文句が、墨の字を鴉の血でなぞって書いてあった。また、幾代によると最初に神殿に入ったとき祭壇の下に貞之助のスーツケースがあり、それが無くなっているという。さらに珠生名義の銀行口座から10万円引き出されていることも判った。それから3年経って磯川が改めて来訪したのは、珠生によると思われる匿名の手紙で依頼されたからでもあった。
磯川と金田一が宿に戻って昼食をとっていると、軽便の駅がある町で貞之助に出会ったという幾代の話をお杉が伝えた。貞之助は寄っていきたいところがあると言ってスーツケースを幾代に預けて去ったという。スーツケースには下着類や洗面道具などが入っており、珠生は確かに貞之助のものだと証言したが、3年間着古したような形跡は無かった。磯川は貞之助の帰還を起きて待っていようとするが、金田一は奉公人たちに何やら聞いてまわったきり、さっさと寝てしまった。
翌朝、幾代が会ったという貞之助と同じ服装をした男が神殿に駆け込んで中から掛け金をかけてしまった。お杉が留吉を呼び、珠生と共に裏へ回ると窓は開いていた。留吉が中へ入ると誰もおらず、祭壇に祝詞の折本があり、その中の鴉の羽根が挟まれたページに「われはかえれり / されどまたわれはいかん / 二度とふたたびわれはかえらじ」と血文字で書かれていた。
そこへ、裏山の奥の「地蔵崩れ」の崖の上で貞之助と泰輔が喧嘩していると言って幾代が駆け込んできた。日課の茸採りにいった幾代は貞之助に遭遇、幾代が引き止めるのを振り切って逃げ、そのことを報せに戻る途中で泰輔に遭遇し、泰輔が貞之助を追っていったという。磯川たちが崖の上に着くと誰もおらず、誰かが滑り落ちた形跡があった。1時間後、泰輔の死体が崖下の落ち葉の下に埋もれた状態で発見され、貞之助は発見されなかった。
その晩、町へ行って戻ってきた金田一は、3年前に貞之助には消失せねばならない何らかの必要が生じ、夫婦で共謀して神秘的な消失を演出したと指摘する。しかしその後、珠生は神殿から消えたのが貞之助ではなく泰輔ではないかという疑いを持つようになった。その理由の1つは、それまで貞之助と泰輔の両方を「お兄さま」と呼んでいた幾代が、失踪事件以降泰輔のことをそう呼ばなくなったことである。
幾代は3年前の事実を語る。神殿に来たのはやはり泰輔で、珠生も承知していることだから来たのは貞之助だと主張するようにと言い含められ、さらに呼び出されて無理無体に男女関係をもった。周囲が泰輔を自分の許婚と考えていると思っていた幾代は、それを受け入れていた。しかし、泰輔がお杉とも関係していることを知り、さらに貞之助のスーツケースを泰輔が山中に隠していたことを知った幾代は、それを家に持ち帰って隠し、3年経って珠生が泰輔と再婚するのを阻止しようとした。幾代が町で出会った人物は実在したが別人で、それを貞之助に仕立てて話し、スーツケースだけでも帰ってきた状況を作ろうとしたのである。
幾代の計画に気付いた泰輔は、貞之助が2度と戻ってこないと宣言した状況を作ったうえ、幾代を崖の上に呼び出して殺そうとしたが、はずみで自分が転落してしまった。泰輔は貞之助の姿のままだったので、幾代はその扮装を脱がせて落ち葉に埋め、扮装は別に隠したのである。
貞之助は3年前に失踪計画を知っていた泰輔に「おこもり堂」で殺されていた。鴉の死骸は、そのときの血を糊塗するためであった。失踪を計画したのは珠生が夫婦の交わりが持てない肉体だったからである。跡取りの誕生を待ち望んでいる紋太夫の夢を壊すわけにもいかず、かといって婿養子の貞之助が愛人を持つことも難しく、離縁すればまた別の養子話が持ち上がるという状況の中で、再び縁談が持ち上がらないような形の失踪として計画したものであった。3年という期日は紋太夫の寿命を見込んだ期間だったのである。貞之助らしき白骨死体が巨石の下から発見されたのは1月ほど後のことであった。

## 登場人物
人名の読みは原則として春陽文庫版に準拠（他の版では読みが明記されていない人名が多い）。
金田一耕助（きんだいち こうすけ）
私立探偵。
磯川常次郎
岡山県警警部。
蓮池紋太夫（はすいけ もんだゆう）
蓮池家の当主。数えで71歳。
お由良（おゆら）
紋太夫の妻。数えで40歳。かつて「お彦さま」の巫女だった。
珠生（たまき）
紋太夫の孫娘。数えで26歳。生まれてまもなく両親を亡くしている。
貞之助（ていのすけ）
珠生の夫。3年前に失踪。数えで当時28歳。
幾代（いくよ）
珠生の母方の従妹。数えで18歳。両親を亡くして蓮池家に引き取られ、珠生が妹同様に可愛がっていた。
泰輔（やすすけ）
お由良の甥。数えで28歳。珠生の新たな婿候補と目されている。如才で小取り回しの利く人物。
お杉（おすぎ）
蓮池家の女中。数えで27歳。縮れっ毛の陰気な女。
留吉
蓮池家の男衆。

## 作品評
宝石短篇賞の選考委員（第6回 - 第12回）を務めた隠岐弘は本作を、「因習の強い昔ながらの旧家と、それに地方色の濃い叙景などで読者を横溝の世界に連れ込む好感のもてるもの」「人間一人を消失さしてゆくトリックと、失踪の動機の興味から、つい続けて読ます点など、まことに職人芸は愉しいかなといいたい」「横溝の小説の作り方がよくわかるモデルケースともいうべき作品」と評している。

## 収録書籍
- 『幽霊座』（2022年、角川文庫、ISBN 978-4041127773）
「幽霊座」「鴉」「トランプ台上の首」を収録
- 『死仮面 - 他1編』（1998年、春陽文庫）、ISBN 978-4394395300）

## テレビドラマ

### 1996年版
『名探偵・金田一耕助シリーズ・黒い羽根の呪い』は、TBS系列で1996年3月25日に放送された。
- 昭和32年の事件という設定であり、原作で明らかでない村の名を「阿部郡矢神村」としている。
- 蓮池家と反目する兵藤家が登場し、泰輔（たいすけ）は兵藤の長男である。蓮池家の養女・珠生（たまき）は泰輔と恋仲だったが、仲を裂かれて貞之助（さだのすけ）を婿としていた。珠生が性分化疾患という設定は無く、貞之助との間に息子・彦太郎がある。貞之助が3年前に書置きを残して失踪した設定は原作通り。
- 蓮池紋太夫の秘書・垂水直次郎が「お彦さま」で絞殺されたうえ首を吊られていた。さらに「おこもり堂」で泰輔の弟・和哉が銃殺、「お彦さま」で幾代が斧で斬殺された。いずれもカラスの羽根を咥えさせられていた。
- 貞之助は自身の素行が悪いうえ、幾代と密通していることを珠生に見せ付けて苦しめ、さらに彦太郎が泰輔の子供ではないかという疑いを向けて暴力を振るったため、思い余った珠生が「おこもり堂」に出向いて刺殺しようとした。しかし珠生は失敗、後を追っていたお由良が銃殺し、失踪を装う細工をした。
- 貞之助が消えた神殿の抜け穴は外から掛け金をかける方法を金田一が発見、協力者が中からかけた設定ではない。貞之助を演じて「お彦さま」から消えたのは珠生である。
- 珠生は実はお由良が結婚前に産んだ娘で、父親と妻との間に子が無かったため引き取られ、その父親の死後困窮した妻から養女という形で引き取っていた。
- 直次郎は借金返済のために蓮池家の骨董品を売り払おうとして蔵に入り、貞之助のスーツケースや衣類を発見してお由良を恐喝したため殺害された。和哉は兵藤家から蓮池家に鞍替えした直次郎とは遊び友達で、貞之助の件に加えて珠生の出生の秘密まで調べ上げて恐喝したため殺害された。幾代は原作と違い、玉の輿を狙って男と無節操に関係を持つ人物で、珠生に嫉みを抱いて泰輔との駆け落ち失敗にも関与しており、直次郎や和哉の恐喝を引き継いだため殺害された。
- 金田一に全てを告白し、珠生にも実の母親だと知られたお由良は、さらに警察に電話で犯行を告白した後、「お彦さま」で猟銃自殺した。

キャスト
- 金田一耕助 - 古谷一行
- 蓮池お由良 - 佐久間良子
- 蓮池珠生 - とよた真帆
- 兵頭泰輔 - 渋谷哲平
- 兵頭和哉 - 塩川健司
- 幾代 - 沖直美
- 蓮池紋太夫 - 中丸忠雄
- 蓮池貞之助 - 四禮正明
- 兵頭宇之助 - 大下哲矢
- 兵頭敦子 - 佐野アツ子
- 直次郎 - 倉崎青児
- 里見巡査 - 光石研
- 河合警部 - 谷啓

スタッフ
- 企画 - 伏木賢一
- プロデューサー - 大下晴義、堀貞雄
- 脚本 - 峯尾基三
- 撮影 - 伊藤嘉宏
- 照明 - 遠藤克己
- 美術 - 西村伸明
- 録音 - 石川日出雄
- 編集 - 末吉俊朗
- 方言指導 - 椿留美子
- 琴指導 - 山之内喜美子
- 企画協力 - 角川書店、かとう企画
- 監督 - 関本郁夫
- 製作 - 東阪企画、TBS

## 漫画化
- JETによりコミカライズされ、あすかコミックスDXより刊行されたコミックス『名探偵・金田一耕助シリーズ 悪霊島』（角川書店）に収録された。